# Gustave Verbeek
Gustave Verbeek (nacido Gustave Verbeck; Nagasaki, 1867 - Nueva York, 1937) fue un autor de tiras de prensa japonés, nacionalizado estadounidense, activo en los primeros años del siglo XX. Es conocido sobre todo por ser el autor de una de las más extrañas páginas de cómic jamás dibujadas, The Upside Downs, una historia de 12 viñetas en sólo 6: tras leer las 6 viñetas, el lector podía dar la vuelta a la página y leer en las viñetas invertidas la segunda parte de la historia.

## Biografía
De ascendencia holandesa, era hijo de Guido Verbeck, misionero de la Iglesia Reformada de América. Nació en Nagasaki. Su padre era el director de una escuela en Tokio que más tarde se convirtió en la Universidad Imperial de Japón. Gustave creció en Japón, pero se trasladó a París para estudiar en la escuela de arte, y empezó su carrera como ilustrador en diversas publicaciones europeas. 
En torno al año 1900, Verbeck se trasladó a Estados Unidos, donde el agente de inmigración escribió equivocadamente su apellido como Verbeek. En el futuro, usaría indistintamente ambos apellidos para firmar su obra. En Estados Unidos, realizó ilustraciones para revistas y periódicos como McClure's, Harper's, The American Magazine y The Saturday Evening Post, antes de incorporarse a la plantilla del New York Herald, para el que también colaboraba el autor de Little Nemo, Winsor McCay.  Para el Herald, Verbeek creó tres destacadas tiras cómicas: The Upside Downs (1903-1905),  Terrors of the Tiny Tads (1905) y The Loony Lyrics of Lulu (1910).
En los años 20, Verbeek abandonó la historieta, para dedicarse al grabado y la pintura. Murió en 1937, a los 70 años de edad.

## The Upside Downs
El título completo de la tira era The Upside Downs of Little Lady Lovekins and Old Man Muffaroo. Se publicó semanalmente en las páginas del New York Herald entre el 11 de octubre de 1903 y el 15 de enero de 1905 (64 tiras en total). El argumento era muy sencillo: Lady Lovekins y su mentor Muffaroo se adentraban en un mundo fantástico, habitado por bestias salvajes, monstruos y extraños seres, en el que cualquier cosa podía ocurrir. Al dar la vuelta a la página, cada uno de los dos personajes principales (Lady Lovekins y Muffaroo) se transformaba en el otro y la historia continuaba, con un curioso giro argumental. 
Este estilo experimental ya había sido usado por Peter Newell, en sus libros ilustrados Topsys and Turvies, en la década de 1890, pero no sería seguido nunca más en el futuro.
En España, fue publicada por la revista Monos entre 1904 y 1908, con el título de "Aventuras de Mufaró y Lovekins".

Una viñeta de The Upside Downs, con un pez (5) y el ave roc (8).

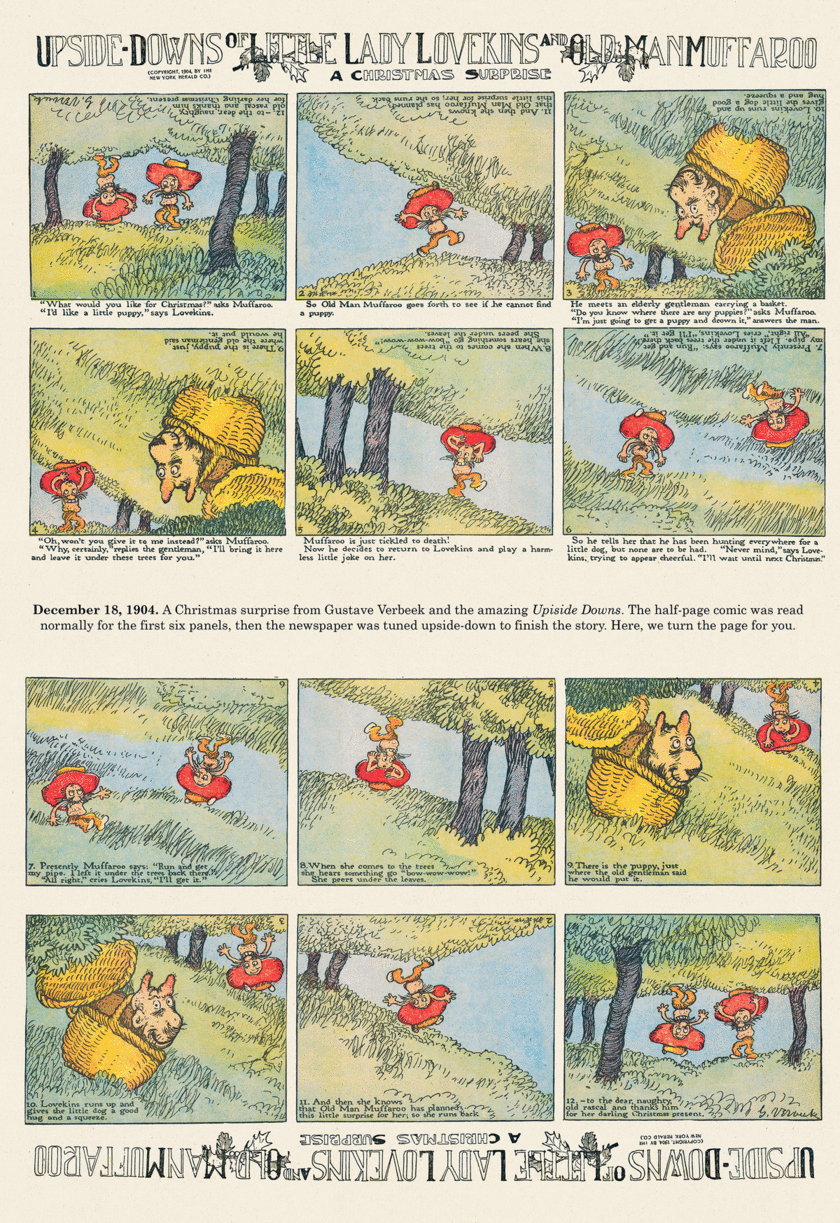
Otra historieta con los mismos personajes principales (18 de dic. de 1904).

## Otras obras
- The Terrors of the Tiny Tads (1905 - 1915 o 1916). En esta serie, Verbeek volvió a crear un universo fantástico, poblado por estrambóticas criaturas de extraños nombres. Los protagonistas son cuatro renacuajos (los tiny tads); los textos de la serie, que no utiliza bocadillos para los diálogos, son cuartetas. Algunas criaturas de la serie son el hipopautomóvil ("hippopautomobile"), un hipopótamo con asientos en su lomo como un automóvil, la pelicanoa ("pelicanoe"), un pelícano en el que un pasajero podía sentarse y remar como en una canoa, el halconductor y el hotelelefante.

- The Loony Lyrics of Lulu (1910). Cuenta la historia de un enloquecido profesor, y de su malhumorada sobrina, Lulu, a la caza de un monstruo.